# Charles Dominique Joseph Bouligny
Charles "Dominique" Joseph Bouligny (Nueva Orleans, Luisiana española, 22 de agosto de 1773- Nueva Orleans, Luisiana, Estados Unidos, 4 de marzo de 1833) fue un abogado y político, elegido como senador de los Estados Unidos por Luisiana, sirviendo de 1824 a 1829. Anteriormente había servido en la Cámara de Representantes del estado. De ascendencia francesa y española, era tío de John Edward Bouligny.

## Biografía
Nació en Nueva Orleans, en la entonces Luisiana española, el 22 de agosto de 1773, en una familia de ascendencia francesa. Su madre era Marie-Louise Le Sénéchal d'Auberville de Nueva Orleans, quien era de ascendencia criolla francesa. Tenía tres hermanos. Su padre, Francisco Bouligny, nació y se crio en España de padre francés (un comerciante) y madre española de ascendencia francesa y se convirtió en un funcionario de alto rango en la Luisiana.
De joven, sirvió como alférez en el Regimiento de Luisiana comandado por su padre. Fue elegido a los 27 años como comisionado del Cabildo, en 1800. Después de la compra de Luisiana en 1803, Bouligny (y otros residentes coloniales) asumieron la ciudadanía estadounidense. Estudió derecho y fue admitido en el colegio de abogados ejerciendo en Nueva Orleans.
Al entrar en política, fue elegido miembro de la Cámara de Representantes Territorial de Luisiana en 1806. A continuación, fue nombrado juez de paz en Nueva Orleans (1807). Durante la guerra anglo-estadounidense de 1812, sirvió en el comité de defensa pública durante la invasión británica de 1814-1815.
Fue elegido por la legislatura estatal para el Senado de los Estados Unidos, compitiendo contra Henry Johnson. Sirvió en el Senado del 19 de noviembre de 1824 al 4 de marzo de 1829.
Murió en Nueva Orleans el 4 de marzo de 1833. Sus restos fueron enterrados en el cementerio de San Luis.